# Co-creation
Co-creation kan bruges som en forretningsstrategi og er et begreb, der har vundet frem i takt med en udbredt opfattelse og erkendelse af, at forbrugere ikke er, eller ønsker at være, passive modtagere af marketing- og kommunikationsindsatser, som mere traditionelle perspektiver foreskriver. 
Med en co-creation tilgang ser man markedet som en platform, hvor virksomheder mødes med aktive forbrugere og andre interessenter for at udveksle og dele idéer, ressourcer og kapabiliteter.
Herigennem skabes værdi for begge parter via nye former for interaktion, serviceydelser og læringsmekanismer.
Værdien, der skabes via co-creation, viser sig i kraft af personlige, unikke og involverende oplevelser for målgruppen, mens virksomheden kan høste fordelene ved en essentiel relation i form af en engageret og loyal målgruppe, der også fremover vil have ambassadør-status for virksomheden og udbrede kendskabet til den i sit netværk via word of mouth.
Begrebet blev først introduceret af C K Prahalad og Remkat Ramaswamy i en Harvard Business Review artikel fra 2000 kaldet "Co-Opting Customer Competence"